# Текнаф
Текнаф (бенг. টেকনাফ, англ. Teknaf) — город на юго-востоке Бангладеш, административный центр одноимённого подокруга. Площадь города равна 31,53  км². По данным переписи 2001 года, в городе проживало 18 951 человек, из которых мужчины составляли 53,43 %, женщины — соответственно 46,57 %. Плотность населения равнялась 601 чел. на 1 км². Уровень грамотности населения составлял 27,2 % (при среднем по Бангладеш показателе 43,1 %). 